# Histoire de Chamonix-Mont-Blanc

Armoiries de Chamonix-Mont-Blanc
Les armoiries de la ville de Chamonix-Mont-Blanc, adoptées en 1930, se blasonnent ainsi : tiercé en barre, au premier d'azur à une crête de montagne d'argent chargé d'un épicéa de sinople, au deuxième aussi d'azur chargé de cinq edelweiss boutonnées d'or rangées en barre; au troisième de gueules à une tête de chamois d'or.

L'histoire de Chamonix s'est construite autour de sa situation géographique exceptionnelle d'une part et d'autre part la domination qu'exerça durant plusieurs siècles la maison de Savoie sur ce territoire. Cet article présente les faits historiques les plus marquants de la commune de Chamonix-Mont-Blanc.

## La naissance de Chamonix

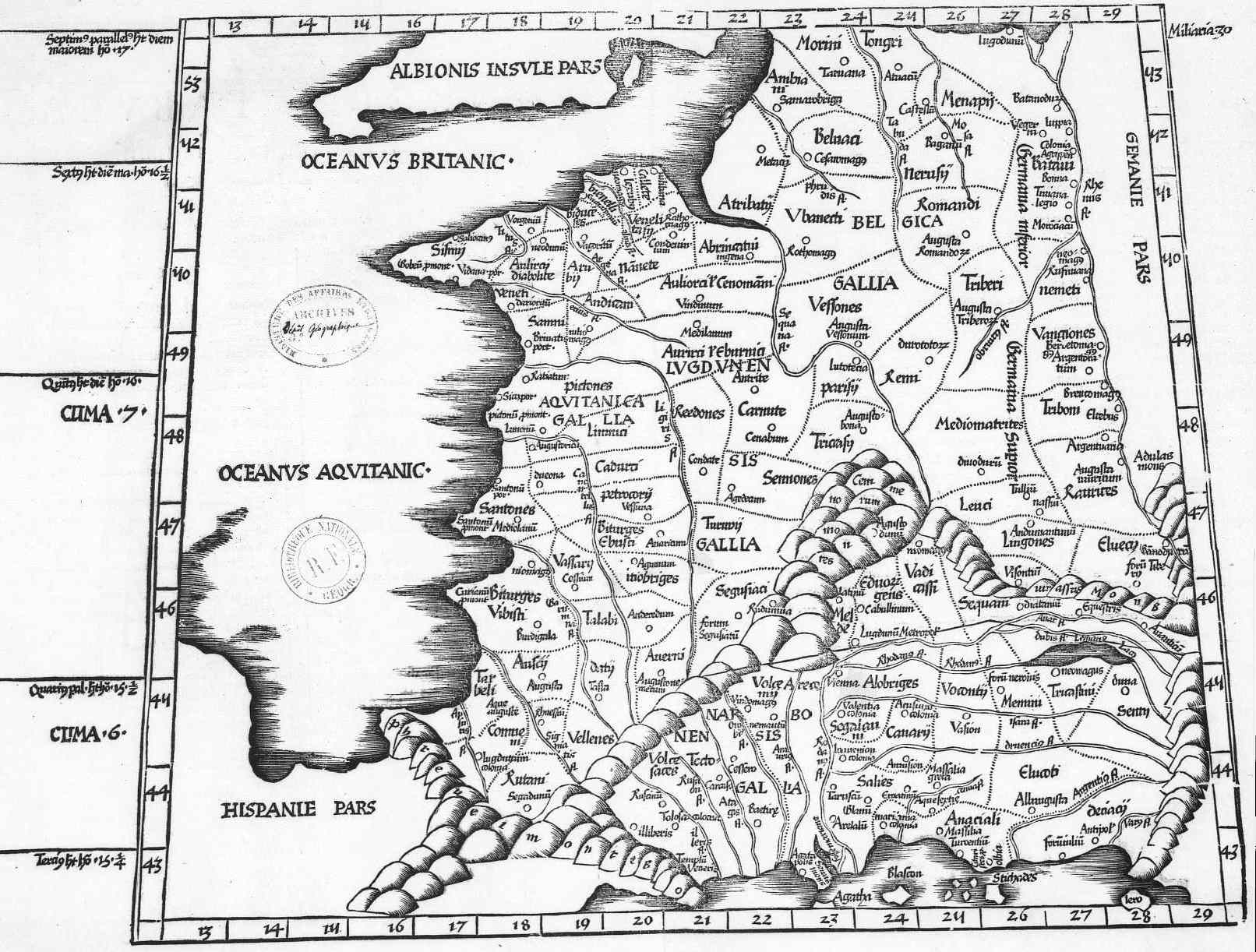
Carte des territoires Gaulois.

Le territoire qu'occupe actuellement la ville de Chamonix fut avant sa création une contrée inoccupée et hostile en raison de son climat montagnard et de sa situation géographique. Cependant, ces terres, bien qu'inhabitées, furent la possession successive de différentes tribus gauloises : les Ligures, les Ceutrons, les Allobroges et les Celtes. Vers 121 av. J.-C, ce territoire fut intégré à l'Empire romain. Avec les grandes invasions barbares et l'affaiblissement de l'influence romaine, la région appartint durant un temps aux Burgondes avant de devenir la propriété du Comté de Genève. Chamonix entra dans l'histoire en 1091 quand le comte Aymon Ier de Genève fit dotation de la vallée à l'abbaye bénédictine de Saint-Michel de la Cluse, en Piémont. Des moines s'installèrent sur la rive droite de l'Arve. Ils construisirent un moulin aux Praz et une ferme au Mollard. Au XIIe siècle, une communauté de moines s'installèrent sur la commune et y fondèrent le prieuré de Chamonix. Ils tentèrent, durant plusieurs siècles, d'imposer leur autorité sur la vallée, se heurtant continuellement avec la population chamoniarde lors de revendications. Ce qui engendra de continuelles rébellions chez les Chamoniards. Le prieuré subsista jusqu'en 1786.

## Chamonix, possession de la maison de Savoie
Chamonix est un territoire du duché de Savoie qui fait partie des États de Savoie, eux-mêmes intégrés depuis le traité d'Utrecht de 1713 au royaume de Savoie-Sardaigne. Au XVIIIe siècle, Chamouny (ancien nom de Chamonix) n'est qu'une petite bourgade rurale. Ses habitants vivent alors, tant bien que mal, de l'élevage et de cultures de seigle et d'avoine. En 1741, deux anglais, William Windham et Richard Pococke, racontent dans des gazettes littéraires leur visite de la vallée et leur « expédition » vers un gigantesque glacier qu'ils baptisent « la Mer de Glace ». La curiosité suscitée par leur récit amène assez vite les premiers touristes qui se lancent alors dans ce qui deviendra l'alpinisme. Durant l'année 1760, le riche aristocrate genevois Horace-Bénédict de Saussure, promet une forte récompense au premier qui atteindra le sommet du mont Blanc. Et le 8 août 1786, deux Chamoniards, Jacques Balmat et le docteur Michel Paccard y parviennent. En 1770, les touristes étant de plus en plus nombreux, Mme Coutterand ouvre la première auberge de la vallée : l'hôtel d'Angleterre. En 1783, on estime à 1 500 le nombre de visiteurs pour la saison d'été. Le premier hôtel de luxe est construit dès 1816 (hôtel de l'Union). Beaucoup d'autres suivront.

## Révolution et Empire: la Savoie devient française

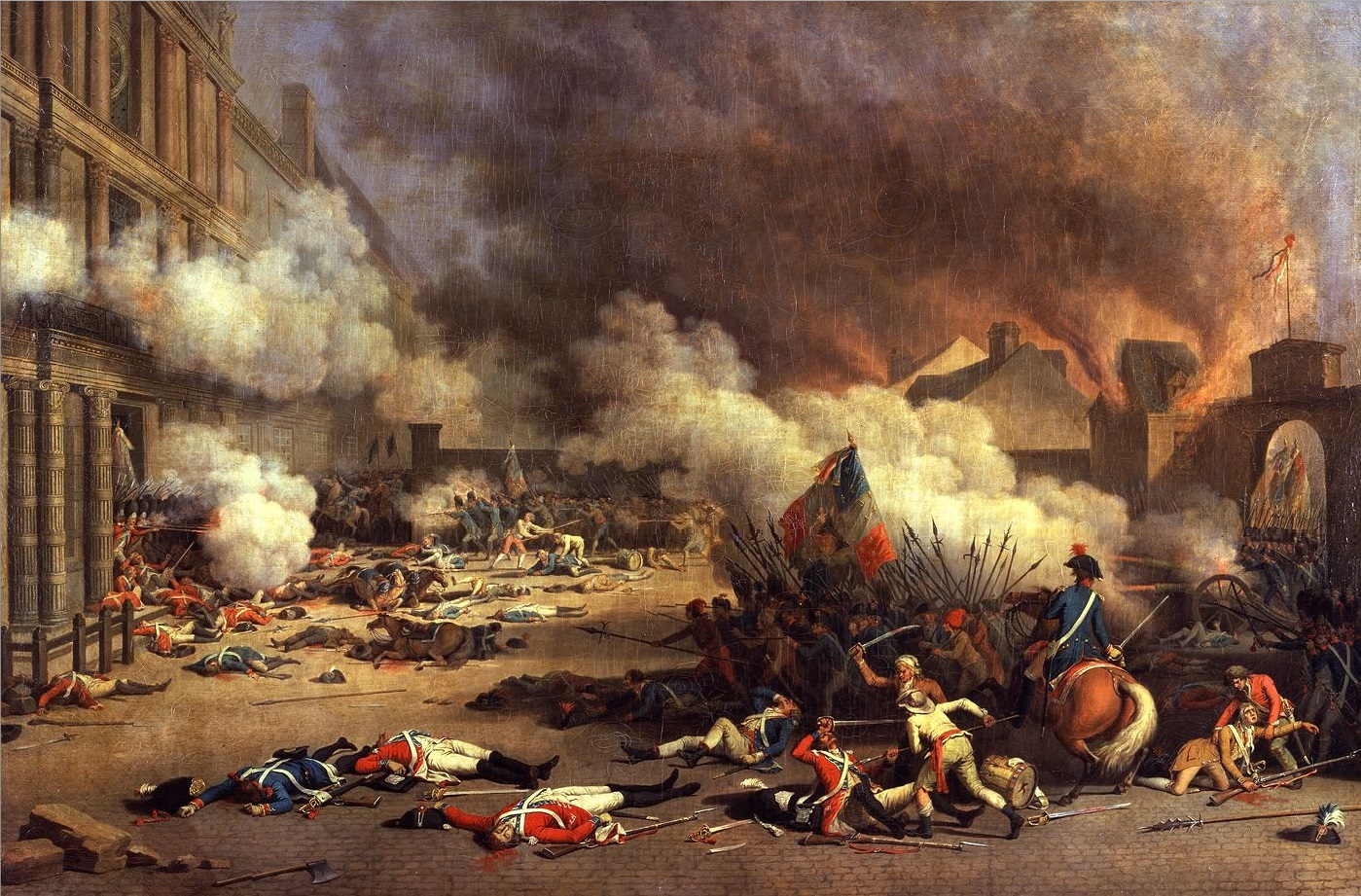
L'armée révolutionnaire.

Le 24 septembre 1792, l'armée révolutionnaire française pénètre dans le duché de Savoie. Celui-ci sera annexé le 27 novembre de la même année. Vaincu par les troupes de Napoléon à plusieurs reprises, le roi de Sardaigne, Victor-Amédée III, reconnaît de jure les annexions et cède la Savoie (et Nice) à la France par le traité de Paris du 15 mai 1796. Pour la première fois, une frontière internationale traverse donc le massif. Cet acte donne lieu à un procès-verbal d'abornement, dont l'une des interprétations voudrait que la frontière demeure visible des communes de Chamonix et de Courmayeur. Le sommet du mont Blanc n'est pas visible du bourg de Courmayeur, (au contraire de Chamonix), ce village étant trop encaissé, mais il est par contre visible du Val Ferret, territoire de la même commune. Le département du Mont-Blanc est créé le 29 octobre 1792 avec des limites identiques à celles de la Savoie annexée à la France. Ce premier épisode prend fin avec le premier exil de Napoléon, à l'île d'Elbe : le traité de Paris du 30 mai 1814 restitue au royaume de Sardaigne la partie orientale de la Savoie, le reste suivra en 1815. Le massif n'est plus frontalier. En 1803, Marie Paradis est la première femme à atteindre le sommet du mont Blanc. Elle sera suivie en 1838 par Henriette d'Angeville.

## Restauration du royaume de Savoie-Sardaigne de 1814 à 1860
La vallée de Chamonix est sous souveraineté du royaume de Savoie-Sardaigne de 1814 à 1860. Durant cette période, les premiers hôtels de luxe vont voir le jour. En 1816, il fut construit l'Hôtel de l'Union. Il s'en suivi l'Hôtel la Couronne, le Royal et bien d'autres établissements. La première ascension de l'Aiguille du Midi eut lieu le 1er août 1818. Elle fut effectuée par les alpinistes A. Malczewski et Jean-Michel en compagnie de cinq guides. En 1820, un groupe de cinq guides disparurent dans un accident alors qu'ils tentaient de gravir le Mont-Blanc. Avant que ceux-ci n'atteignirent le Grand Plateau, ils furent emportés par une violente avalanche qui les précipita au fond d'une crevasse. Sur l'ensemble du groupe, seulement deux d'entre eux réussirent à survivre. Les trois corps de leurs compagnons ont été retrouvés quarante et un ans plus tard au fond du Glacier des Bossons. En 1821, à la suite de cet accident mortel, fut créée la prestigieuse Compagnie des guides de Chamonix. En 1824 a lieu la première fête des guides. En 1825, parmi les nombreux touristes visitant la vallée figure Victor Hugo.

## Chamonix, un territoire français

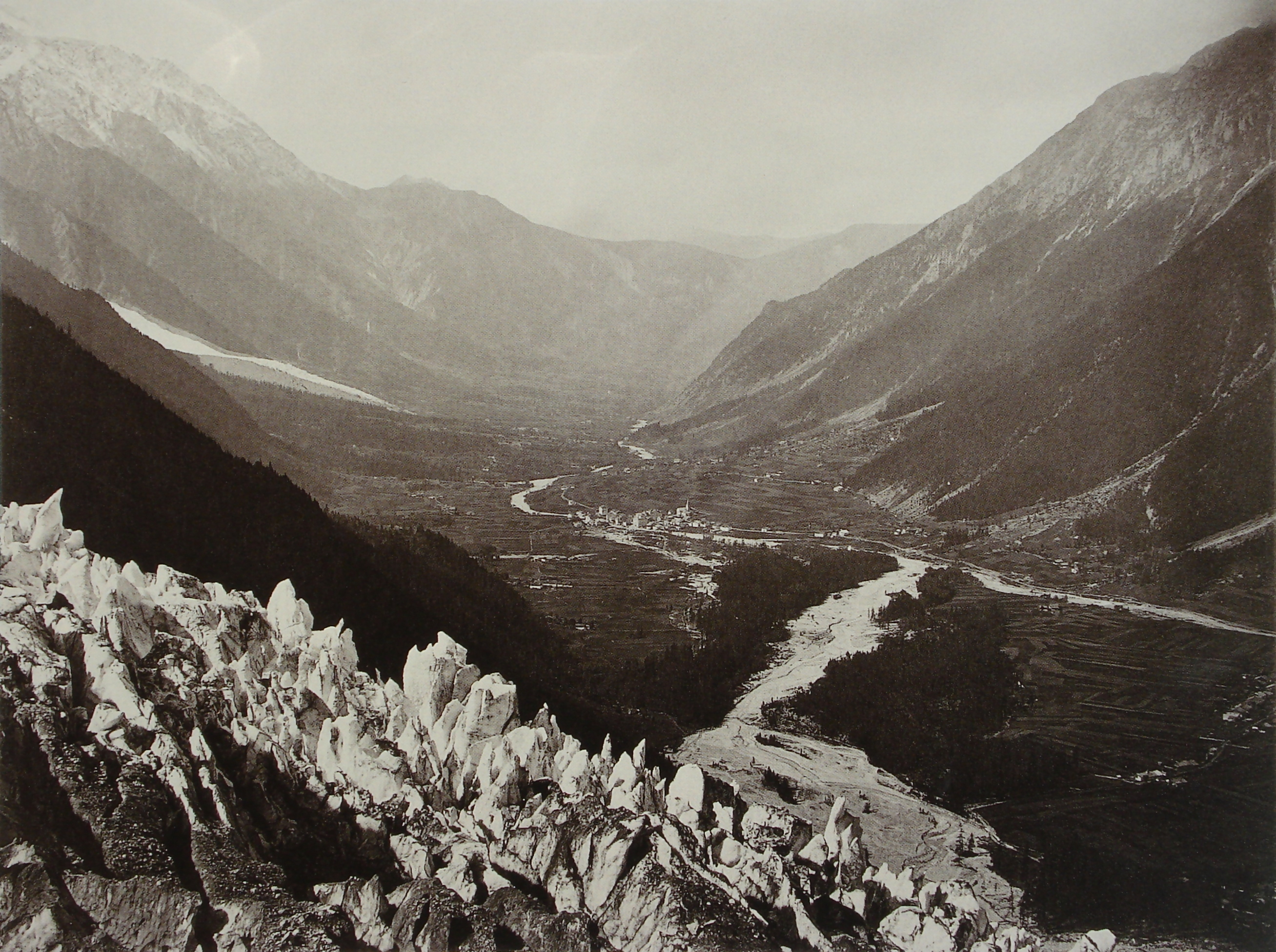
La vallée de Chamonix en 1860.

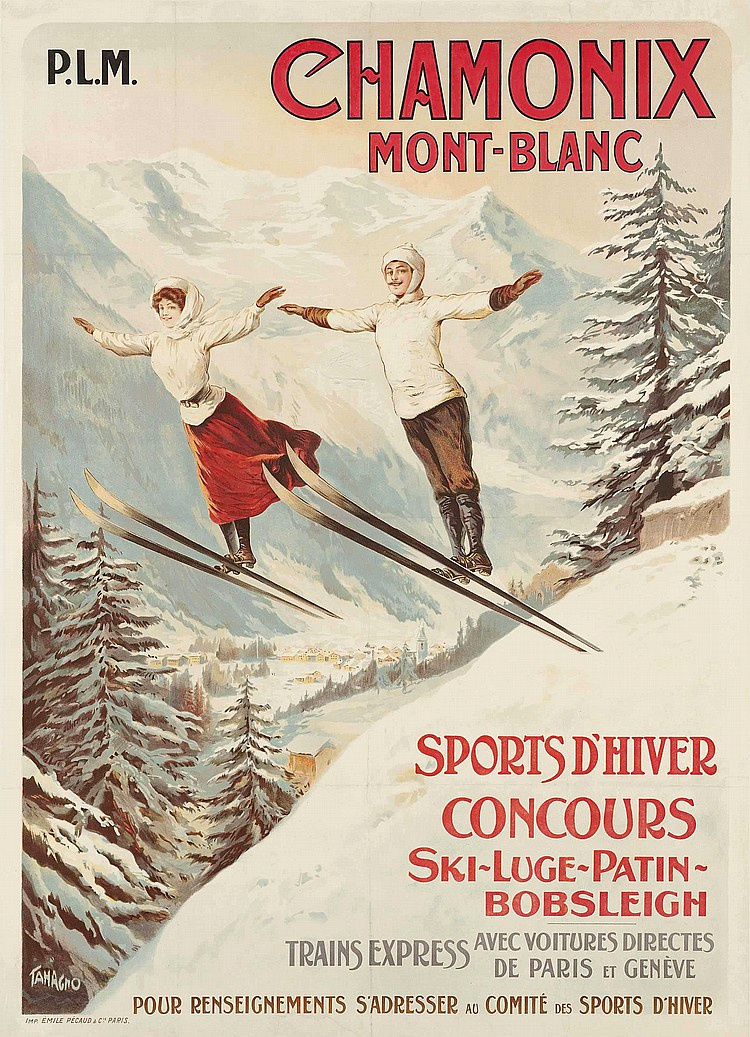
Affiche publicitaire créée par Tamagno.

Lors des débats sur l'avenir du duché de Savoie, en 1860, la population est sensible à l'idée d'une union de la partie nord du duché à la Suisse. Une pétition circule dans cette partie du pays (Chablais, Faucigny, Nord du Genevois) et réunit plus de 13 600 signatures, dont 452 pour la commune,. Le duché est réuni à la suite d'un plébiscite organisé les 22 et 23 avril 1860 où 99,8 % des Savoyards répondent « oui » à la question « La Savoie veut-elle être réunie à la France ? ».
Le 24 mars 1860, par le traité de Turin (1860), le Nice et de Savoie sont cédés à la France par Victor-Emmanuel II de Savoie. Le 4 avril 1860, la ville de Chamonix devient française. Pour permettre la visite de Napoléon III, une route carrossable est construite entre Chamonix, Sallanches et Genève.
Le 29 août 1879, Jean Charlet-Straton en compagnie des guides Frédéric Folliguet et Prosper Payot, parvint à atteindre le premier le sommet du Petit Dru à une altitude de 3 733 mètres. En 1890, le professeur Joseph Vallot installe son observatoire à 300 mètres du sommet du mont Blanc.
En juillet 1901, la station inaugure l'arrivée du chemin de fer qui désenclave la vallée durant la saison hivernale. Les années qui suivront verront naître un nouveau Chamonix, vivant désormais au rythme de deux saisons touristiques : l'été et l'hiver. Chamonix devient l'une des premières stations de sports d'hiver en France. C'est durant la saison hivernale de 1906-1907 que la commune connut sa véritable première grande saison à la suite de l'initiative du Club alpin français. Ce dernier organisa de nombreux concours locaux de sports d'hiver pendant toute la saison.
En 1908, est inaugurée une première section du chemin de fer du Montenvers. À cette époque, il fallait près d'une heure pour faire les sept kilomètres permettant d'accéder à la Mer de Glace.
Le 7 septembre 1910, le président de la République Armand Fallières vient inaugurer l'Hôtel de Ville.
En 1913, le palace "Le Majestic" est construit. Chamonix devient une station touristique très prisée.
Le 16 janvier 1920, le conseil municipal demande officiellement « aux pouvoirs compétents [...] que la commune de Chamonix porte à l'avenir le nom de Chamonix-Mont-Blanc pour éviter à l'avenir que nos voisins suisses exploitent la renommée du Mont-Blanc au bénéfice de leurs stations ». Le 21 novembre 1921, le décret est signé par le président de la république, Alexandre Millerand.
En 1924, Chamonix accueille les premiers Jeux olympiques d’hiver. Près de 15 000 personnes assistent aux épreuves. Le 1er juillet de cette même année, est inauguré le premier tronçon Les Pélerins - La Para de l'ancien téléphérique de l'Aiguille du Midi, dont les travaux de construction ont été entamés en 1909, puis arrêtés de 1914 à 1922. Il s'agit du premier téléphérique pour voyageurs de France. En 1927, le second tronçon aboutissant aux Glaciers est, à son tour, ouvert au public (cette station sera finalement le terminus commercial définitif de cette ligne et fait que ce premier téléphérique de l'Aiguille du Midi est aujourd'hui communément dénommé téléphérique des Glaciers). Le 30 juillet 1928, c'est le téléphérique de Planpraz qui est inauguré, suivit, le 7 septembre 1930, par son second tronçon : le téléphérique du Brévent.
1932 voit à Chamonix la création de l'École de haute montagne (EHM), école mondiale de formation des cadres des troupes de montagne.

## L'entre-deux-guerres

### Jeux Olympiques de 1924

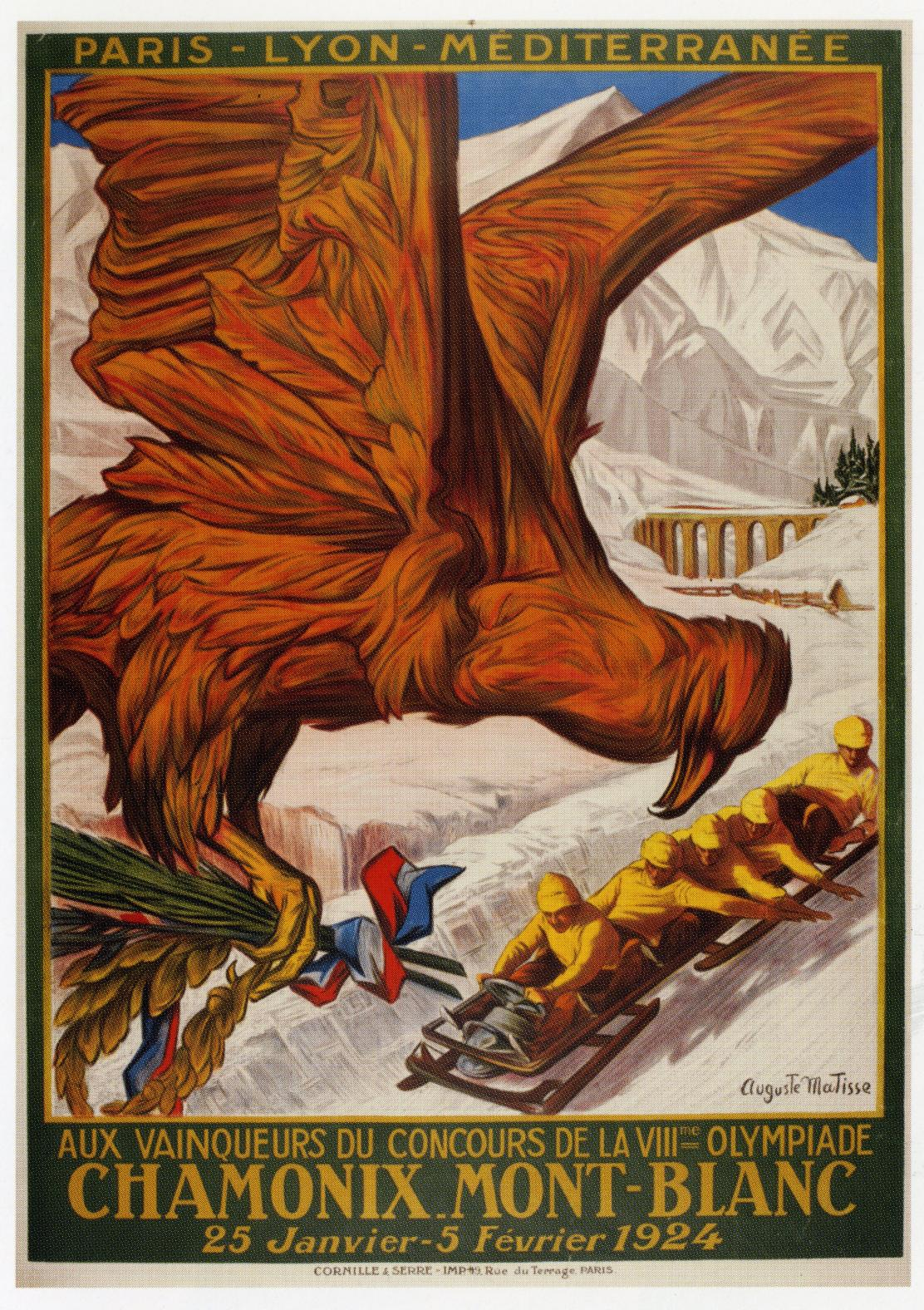
Affiche sur les jeux olympiques de Chamonix.

Les jeux Olympiques d'hiver de 1924 ont eu lieu à Chamonix. L'idée d'organiser des Jeux Olympiques d'hiver revient au comte Clary et au marquis de Polignac, tous deux représentants français au CIO. Ils soumettent l'idée en 1921 au Comité international olympique. En juin 1922, le Comité Olympique Français désigne Chamonix comme ville hôte des épreuves de sports d'hiver. Le CIO avait certes voté en faveur des Jeux Olympiques d'hiver, mais l'opposition des pays nordiques à leur tenue restait farouche. Ces nations craignaient que les Jeux Olympiques ne dévalorisent leur compétition locale, les « Jeux Nordiques », existant depuis 1883. Le CIO composa avec cette opposition et adopta une formule de compromis. Les Jeux Olympiques d'hiver devenaient Semaine internationale du sport d'hiver à l'occasion des Jeux Olympiques de 1924. Le contrat liant Paris et Chamonix est paraphé le 20 février 1923. Le comité d'organisation demandait l'érection d'une piste de bobsleigh, d'une patinoire et d'un tremplin de saut à ski. Les travaux débutent le 31 mai 1923, soit seulement huit mois avant le début des épreuves. Bien que de nombreux problèmes climatiques aient ralenti l'achèvement des équipements olympiques, les travaux purent finir à temps. Le déroulement des jeux se fit sans difficultés majeures. De nombreux athlètes des nations du nord s'y distinguèrent. Les comités nationaux des pays nordiques votèrent ainsi avec enthousiasme la proposition du CIO discutée au congrès de Prague (1925), instituant des Jeux Olympiques d'hiver (24 mai 1925). C'est à l'occasion de ce vote que les épreuves de Chamonix furent requalifiées « Jeux Olympiques d'hiver ».

## La Seconde Guerre mondiale
L'ancien président de la République italienne, Sandro Pertini, durant la Seconde Guerre mondiale, passa par Chamonix pour son retour au nord de l'Italie et la libération de Milan. Plus concrètement, à Rome, il comprend que sa présence est inutile et il manifeste l'intention de retourner dans le nord dont il est le secrétaire du parti socialiste pour toute l'Italie occupée et représentant du parti au sein de Comité de Libération de l'Italie du Nord. Il reçoit de faux documents, un permis de conduire au nom de Nicola Durano, et avec un vol, il est transféré de Naples vers Lyon puis Dijon. Une fois arrivé à Chamonix, il entre en contact avec la résistance française. La route du retour en Italie passe par le Mont Blanc qu'il réalise avec Cerilo Spinelli, le frère de Altiero, puis ils entreprennent la traversée de la Mer de Glace et enfin ils prennent contact avec la résistance du Val d'Aoste, grâce à l'aide du champion de ski Émile Allais. Arrivés à Aoste puis à Ivrée, ils évitent les patrouilles et les barrages des Allemands et ils arrivent à Turin.

## De 1945 à nos jours

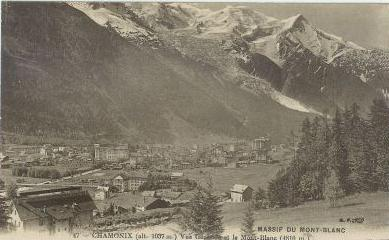
Carte postale ancienne sur la commune de Chamonix

- Mandat de Jules Devouassoud (1944 - 1947)

Au lendemain de la Seconde Guerre mondiale, un conflit territorial voit le jour entre  les trois communes de Saint-Gervais-les-Bains, Les Houches et Chamonix-Mont-Blanc qui se disputent les glaciers du massif du mont Blanc. Ce différend n'est pas tout à fait nouveau puisque déjà en 1881 il avait fallu ajourner la délimitation précise des communes au sein du massif. Après consultation des conseils municipaux intéressés et du conseil général de la Haute-Savoie, le préfet, par un arrêté du 21 septembre 1946 tranche définitivement et partage le secteur du dôme du Goûter et du mont Blanc entre les trois communes. Cet arrêté est particulièrement intéressant car, en détaillant les limites communales, il adopte l'interprétation du tracé frontalier qui apparaît sur les cartes d'état-major françaises — divisant d'ailleurs le triangle litigieux au sud du mont Blanc entre les deux communes de Chamonix et de Saint-Gervais.
- Mandat de Jean Ravanel (1947 - 1953)

C'est durant ce mandat que furent lancés la construction du téléphérique de l'Aiguille du Midi, et le projet du tunnel sous le mont Blanc.
- Mandats de Paul Payot (1953 - 1960 et 1965 - 1968)

1955 voit l'inauguration du téléphérique de l'Aiguille du Midi ainsi que du téléphérique de la Flégère qui fut achevé en 1956.
Pendant cette même année, le 22 décembre 1956, eut lieu l'Affaire Vincendon et Henry. Deux jeunes étudiants alpinistes, Jean Vincendon, 24 ans, parisien et François Henry, 22 ans, de Bruxelles, partirent pour gravir le mont Blanc par l'éperon de la Brenva. Leur expédition tourna au drame. Ils se perdirent dans de mauvaises conditions météorologiques à près de 4 000 mètres d'altitude et succombèrent après dix jours au froid et d'épuisement. Les tentatives de sauvetage avaient échoué les unes après les autres alors que leur triste épopée était suivie à la jumelle depuis la vallée.
1957 voit la création du Triangle de l'amitié entre Chamonix, Martigny et Aoste, symbole des relations fraternelles qui perdurent au-delà des frontières étatiques entre ces trois communes.
- Mandat de Raoul Lanet (1960 - 1965)

C'est pendant ce mandat que fut percé le tunnel sous le mont Blanc, ouvert à la circulation le 19 juillet 1965.
À la construction du téléphérique de Lognan - les Grands Montets, succédèrent de très grands travaux qui amenèrent l'autoroute blanche jusque dans la ville de Chamonix.
- Mandat de Maurice Herzog (1968 - 1977)

Une frénésie de constructions s'empare de Chamonix qui se transforme considérablement : centre sportif, collège et lycée professionnel, développement immobilier à Chamonix-Sud avec la construction de nombreux petits immeubles s'intégrant dans le paysage, bibliothèque, MJC, halte-garderie, ... Ce développement immobilier touche également Argentière avec le quartier Grand Roc.
En 1973, l'ancien presbytère est rénové. Le Bureau des Guides et l'Office de la Haute-Montagne qui vient d'être créé s'y installent.
- Mandat de Christian Couttet (1977 - 1983)

Le développement immobilier est freiné. La priorité est donnée à la réhabilitation des bâtiments anciens : relais de Poste, hôtel Majestic, salle Michel Croz. La première tentative de zone piétonne en centre-ville de Chamonix est tentée. Un golf de 18 trous est créé aux Praz.
- Mandats de Michel Charlet (1983 - 2008)

1994 voit la démolition de l'ancien hôpital en centre-ville et la construction du nouvel hôpital.
Les crues de l'Arve des 24 et 25 juillet 1996 causent de très importants dégâts dans le centre-ville.
Le 9 février 1999 une avalanche à Montroc engloutit 20 chalets et provoque la mort de 12 personnes.
Une semaine plus tard, le 16 février 1999, malgré l'intervention de 120 pompiers, un violent incendie détruit une partie du centre-ville dont la salle des fêtes Michel Croz.
Quelques jours plus tard, le 24 mars 1999 eut lieu l'Incendie du tunnel du Mont-Blanc dont l'origine est due à un camion frigorifique semi-remorque belge qui transportait de la margarine et de la farine et qui a pris feu à environ sept kilomètres de l'entrée française du tunnel. Le violent incendie qui a suivi a causé la mort de 39 personnes et entraîné la fermeture du tunnel pendant près de trois ans. L'incendie a duré près de 53 heures et entraîna la destruction de 24 poids lourds, 9 véhicules légers et 1 moto, sans prendre en compte les deux véhicules de secours immobilisés dans le tunnel sans qu'ils aient pu intervenir.
- Mandat d'Éric Fournier (2008 - 2014)

Le XXIe siècle s'annonce difficile pour Chamonix. Le réchauffement climatique serait à l'origine de l'augmentation rapide de la fonte de ses glaciers. Le trafic routier ne cesse de croître dans la vallée, son bassin urbain est en constante augmentation, de nouveaux défis s'imposent à Chamonix afin de pouvoir préserver son cadre de vie.

## Personnalités

### Personnalités chamoniardes
Voici une liste non exhaustive de personnalités liées à la commune de Chamonix.

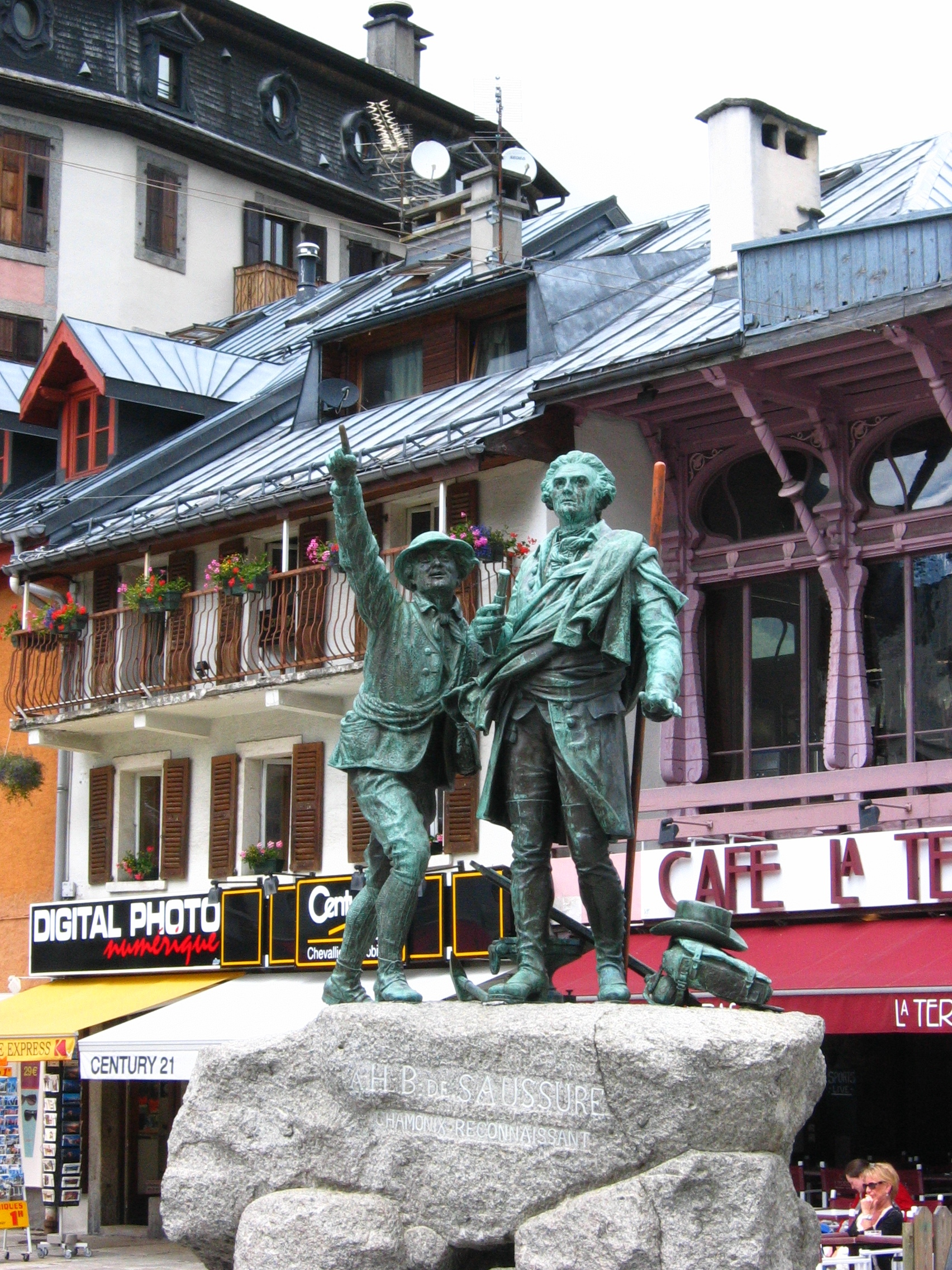
Monument en l'honneur de Horace-Bénédict de Saussure, en compagnie de Jacques Balmat, guide à Chamonix.

#### Philosophe, auteur politique, juriste
- Michel Charlet (né le 14 juin 1945 à Chamonix-Mont-Blanc). Agent d'assurances de profession, il fut maire de Chamonix-Mont-Blanc pendant 25 ans : de mars 1983 à mars 2008. Il est conseiller général depuis 1982, vice-président du Conseil général depuis 1998. Réélu le 9 mars 2008, il en est actuellement le vice-président chargé de l'aménagement du territoire, du logement, des transports, des relations transfrontalières et européennes[23].
- Jules Payot (1859-1939) - Ce fut un brillant universitaire, un philosophe et un moraliste. Il exerça la fonction de recteur des académies de Chambéry  et d'Aix-en-Provence.

#### Littéraire
- Roger Frison-Roche (1906-1999) - Il fut un célèbre explorateur et écrivain français. Il a été le premier non-Chamoniard à devenir membre de la Compagnie des guides de Chamonix.

#### Artiste
- Marcel Wibault (1904-1998) - Peintre connu pour ses nombreuses peintures de montagnes représentants le mont Blanc, Chamonix, ainsi que les grandes cimes des Alpes...
- Paul Payot (1912-1977) - Ce Chamoniard fut un grand photographe mais aussi un cinéaste. Il se distingua également grâce à sa plume en tant qu’écrivain.
- Lionel Wibault (1947- ) - Peintre régionaliste et fils de Marcel Wibault, il est également guide de montagne et moniteur de ski. Il détient certains records en tant que guide.
- Élisa Giacomotti, scénariste et dessinatrice de BD.

#### Sportif, alpiniste…
- Horace-Bénédict de Saussure (1740-1799) - Il fut professeur de philosophie à l’académie de Genève et botaniste. Il est considéré comme le fondateur de l'alpinisme.
- Michel Paccard (1757-1827) - Il est le premier à avoir atteint le sommet du mont Blanc. Il fut, à la fois, médecin, botaniste et surtout, avant tout, un alpiniste émérite.
- Jacques Balmat (1762-1834) - Il fut un guide de haute montagne. Il effectua la première ascension du mont Blanc en compagnie du docteur  Michel Gabriel Paccard..
- James Couttet (1921-1997) - Ce fut un grand skieur alpin français. Il remporta notamment le titre de   champion du monde de descente en 1938 à l'âge de 16 ans et demi.
- Charles Bozon (1932-1964) - Il a été un alpiniste et un important skieur alpin. Il obtint la médaille d’or en slalom aux championnats du monde de 1962  à Chamonix.
- Gérard Devouassoux (1940-1974) - Il a été un célèbre alpiniste. Il s’illustra en tant qu’auteur de plusieurs premières comme l’hivernale de la face nord du Dru…
- Philippe Bozon (1966- ) - Il est un ancien joueur professionnel de hockey sur glace. Il est le premier joueur français à avoir joué dans la ligue nationale de hockey.
- Nicolas Couttet (1975- ) - Il  est un joueur de rugby à XV, à XIII et à VII français. Il évolue au poste de centre au sein de l'effectif du Rugby club Châteaurenard
- Marco Siffredi (1979-2002) - Il fut un surfeur extrême. Il s’illustra en réalisant la première descente de l’Everest en snowboard par le couloir Norton.
- Bernard Perret (né en 1933), skieur alpin français
- Suzanne Costamagna (1929-2001), skieuse alpine française
- Françoise Bozon (née en 1963), skieuse alpine française

#### Autre
- Marie Paradis (1778-1839) - Cette Chamoniarde  fut la première femme à atteindre le sommet du mont Blanc. Le guide Payot était dans l'équipée lors de cette ascension.

On peut également citer la famille Ravanel, ainsi que les nombreuses personnalités venues tenter l'ascension du mont Blanc, mais aussi le guide Michel Auguste Croz...

### Autres personnalités
Liste de personnalités non chamoniardes mais ayant un lien avec la ville.
- Henri Brulle (1854-1936) - alpiniste et fondateur du pyrénéisme de difficulté, mort à Chamonix.
- Edward Whymper (1840-1911) - alpiniste, mort à Chamonix.
- Hubert Dubedout (1922-1986) - parlementaire français qui décéda à Chamonix lors d'un accident.

## Pour approfondir